# Vacúolo

Esquema mostrando o vacúolo, um dos componentes de uma célula animal comum
(organelas):
(1) Nucléolo
(2) núcleo
(3) Ribossomos (pontos pequenos)
(4) Vesícula
(5) Retículo endoplasmático rugoso
(6) Complexo de golgi
(7) Citoesqueleto
(8) Retículo endoplasmático liso
(9) Mitocôndria
(10) Vacúolo
(11) Citoplasma
(12) Lisossomo (esta organela não está presente nas células vegetais)
(13) Centríolos dentro do centrossoma

Os vacúolos (do latim "vaccuus" - vácuo) são estruturas celulares, muito abundantes nas células vegetais, contidas no citoplasma da célula, com formato mais ou menos esférico ou ovalado, geradas pela própria célula ao criar uma membrana fechada que isola um certo volume celular do resto do citoplasma. Seu conteúdo é fluido e armazenam produtos de nutrição ou de excreção, podendo conter enzimas lisosômicas  ou até mesmo pigmentos, que são os vácuolos de suco celular. Há três tipos de vacúolos: os de armazenamento, digestórios e pulsáteis.
Os vacúolos de armazenamento (ou vácuolos de suco celular) são delimitados pelo tonoplasto, membrana lipoproteica e são exclusivos das células vegetais. Nas células vegetais jovens, são numerosos e pequenos. Conforme a célula cresce, eles se fundem em um único, grande e bem-desenvolvido vacúolo. Em células do parênquima, os vácuolos podem atingir até 90% do espaço total da célula.
No interior do vacúolo, há uma solução aquosa de várias substâncias como: açúcares, proteínas, compostos fenólicos, pigmentos (como, por exemplo, as antocianinas: as principais responsáveis pela coloração azul, violeta, vermelha e roxo das flores e folhas) e sais, também conhecida como suco vacuolar ou suco celular.
As principais funções dos vacúolos de suco celular são a de armazenamento de substâncias, controle osmótico, manutenção do pH da célula, digestão de componentes celulares, pigmentação de flores e frutos e defesa contra patógenos e herbívoros. Por causa da presença de cristais, compostos fenólicos e outras substâncias no suco celular, alguns fungos, bactérias e animais que se alimentam dos vegetais são afastados.
Nas células animais, os vacúolos são raros e não têm nenhum nome específico. Contudo, as células do tecido adiposo (os adipócitos) possuem vacúolos repletos de gordura, que servem como reserva energética.
Os vacúolos digestórios são responsáveis pela digestão intracelular e surgem do processo de endocitose, no qual o alimento é capturado pela célula e forma o pinossomo ou fagossomo, ou seja, um vacúolo com alimento em seu interior. O vacúolo autofágico é um tipo especial de vácuolo digestivo. Sua função é digerir as estruturas da própria célula para reaproveitá-las.
Os vacúolos pulsáteis (ou contráteis) são encontrados em alguns protozoários de água doce, como os paramécios e euglenas. A função dos vacúolos pulsáteis é eliminar o excesso de água que entra nesses organismos por osmose ou que foi absorvida com o alimento.

## Vacúolos vegetais

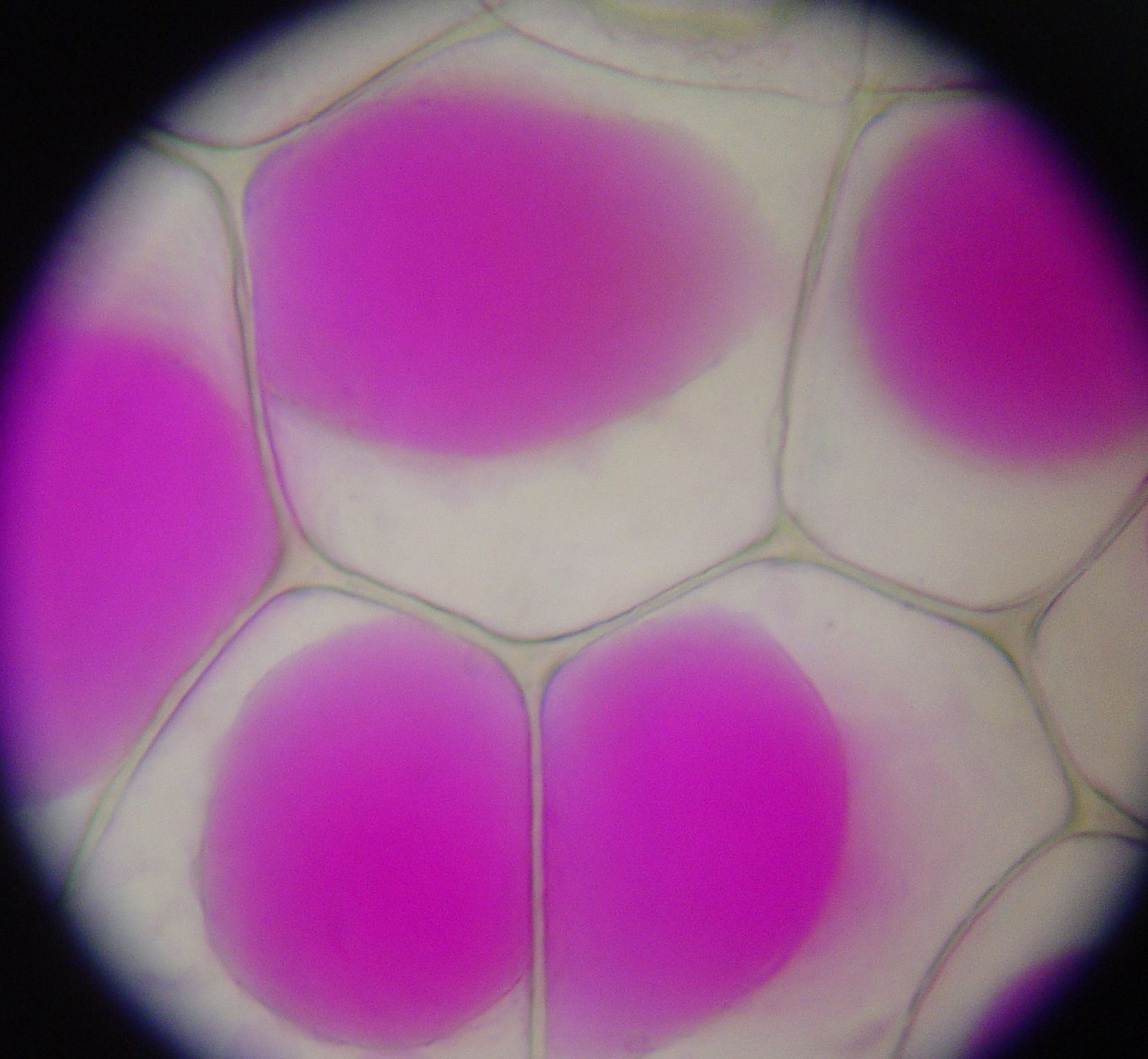
Vacúolos de células de Tradescantia, coradas a cor-de-rosa.

As células vegetais imaturas contêm um grande número de pequenos vacúolos que aumentam de tamanho e fundem-se num grande (geralmente chamado de "vacúolo central") à medida que a célula cresce. Na maioria das células maduras, este enorme vacúolo central ocupa a maior parte do volume celular, atingindo os 80% em certos tipos de células e em determinadas circunstâncias. Neste caso, o citoplasma é reduzido a uma camada muito fina pressionada contra a parede celular.

Estrutura de uma célula vegetal, mostrando o vacúolo', com o tonoplasto'.

O vacúolo é envolvido por uma membrana denominada "tonoplasto"' (do grego τον-, de τόνος [tónos], 'tensão', 'ton', + -o- + πλαστός [plastós] 'formado', 'moldelado').
O tonoplasto é a membrana plasmática que envolve o vacúolo (por isso também se designa por membrana vacuolar), separando o conteúdo vacuolar do citoplasma celular.
Como membrana, está relacionada com a regulação do movimento dos iões na célula e com o isolamento de materiais.

### Funções
O aumento do tamanho do vacúolo resulta também no aumento do tamanho da célula. Uma consequência disto é o desenvolvimento de uma pressão de turgescência, que permite manter a hidratação da célula, e a manutenção da rigidez dos tecidos, uma das principais funções dos vacúolos e do tonoplasto.
Outras funções são a desintegração das macromoléculas e a reciclagem dos seus componentes no interior da célula. Todas as organelas celulares, ribossomass, mitocôndriass e plastídeos podem ser depositadas e serão degradadas em vacúolos. Devido à sua grande atividade digestiva, os vacúolos das células vegetais são comparados aos lisossomas das células animais.
Permitem, para além de armazenar substâncias residuais ou de reserva (água com vários glicídeoss, sais, proteínas, etc.), aumentar o tamanho da célula através da acumulação de água.
Devido ao transporte activo e à retenção de certos iõess pelo tonoplasto, os iões podem acumular-se no fluido vacuolar em concentrações muito mais elevadas do que as do citoplasma externo. O transporte de protões do citoplasma para o vacúolo estabiliza o pH do citoplasma, tornando o interior do vacúolo mais ácido que o vacúolo, criando assim uma diferença de potencial que a célula pode utilizar para transportar nutrientes. As proteínas tonoplásticas controlam o fluxo de água de dentro para fora do vacúolo através de transporte ativo, bombeando iões potássio (K+) para dentro ou para fora do vacúolo.
Para além do armazenamento, a principal função do vacúolo central é manter o turgor da célula pressionando parede celular. Por osmose, a água difunde-se no vacúolo, regulando a pressão na parede celular. A pressão osmótica é diretamente proporcional à quantidade de moléculas e iões dissolvidos. No vacúolo, a pressão osmótica é sempre superior à pressão atmosférica (de 2 a 20 atm). A pressão osmótica dos vacúolos é globalmente estável, exceto nos estomas, onde é regulada para abrir ou fechar o ostíolo. A turgescência é o estado em que a membrana é empurrada contra a parede celular, graças à pressão osmótica do vacúolo. É possível induzir “in vitro” o estado de turgescência colocando a célula num meio hipertónico. A água sai então do vacúolo: é plasmólise. Este fenómeno também ocorre quando a planta sofre dessecação. A pressão de turgescência exercida pelos vacúolos é também fundamental para o alongamento celular, desempenhando um papel primordial no crescimento da célula vegetal.

### Conteúdo
No interior dos vacúolos, no “sulco vacuolar”, existe um grande número de substâncias. A principal é a água, juntamente com outros componentes que variam de acordo com o tipo de planta em que se encontram. Além da água, os vacúolos contêm normalmente sais e hidratos de carbono e algumas proteínas em solução.

#### Ácidos carboxílicos
Os ácidos carboxílicos conferem aos vacúolos um pH fraco, geralmente próximo do pH 5. Os principais são o ácido cítrico, o ácido oxálico e o ácido málico.
As gramíneas vivem num ambiente muito seco, pelo que devem manter os estomas fechados durante o dia. Não conseguem, portanto, absorver CO2 para fotossíntese. É por isso que armazenam CO2 à noite nos vacúolos sob a forma de ácido málico. Durante o dia, o CO2 é restaurado e utilizado para a fotossíntese.

#### Hidratos de carbono
- Sacarose: a concentração de sacarose do vacúolo segue um ciclo de 24 horas. É máximo por volta do meio-dia, quando a fotossíntese é importante.
- Fructosanas: nos órgãos de reserva (como os tubérculos), a periodicidade não é de um dia, mas de vários meses.

#### Aminoácidos e proteínas
Embora ricos em aminoácidos, os vacúolos são relativamente pobres em proteínas. Não contêm mais de 5% do total de proteínas da célula (quando representam 80% do seu volume). São todas proteínas hidrolíticas (proteasess, esterases etc.), capazes de degradar moléculas.

#### Pigmentos flavonóides
A principal família de pigmentos flavonóides são as antocianinass (antocianinass). Os pigmentos são responsáveis pela cor das flores e dos frutos: são moléculas que absorvem determinados comprimentos de onda da luz. As antocianinas são hidrófobas e estão armazenadas no vacúolo sob a forma de antocianósidoss.

#### Alcalóides e taninos
Os taninos e os alcalóides estão presentes em alguns tecidos superficiais e têm uma função defensiva. Graças ao seu efeito desnaturante sobre as proteínas, os taninos tornam a planta indigestível, bloqueando as enzimas digestivas dos herbívoros.
Os alcalóides são substâncias azotadas, muitas delas tóxicas (morfina, nicotina, etc.). Muitos alcalóides possuem também propriedades antimitóticas, ou seja, bloqueiam a mitose, o que permite regular o crescimento da planta.